# Баузевайн, Андреас
Андреас Баузевайн (нем. Andreas Bausewein; род. 5 мая 1973, Эрфурт) — государственный и политический деятель Германии. Член Социал-демократической партии Германии (СДПГ) и действующий мэр Эрфурта.

## Биография
В 1990 году вступил в СДПГ. С 1995 по 2004 год был председателем молодёжной организации СДПГ «Молодые социалисты» в Тюрингии. С 1994 года был членом правления СДПГ Тюрингии. С 1998 по 2008 год и затем с 2010 года является заместителем председателя СДПГ Тюрингии. С 2004 по 2006 год был членом ландтага Тюрингии. В мае 2006 года выиграл второй тур на выборах мэра Эрфурта против Дитриха Хагеманна (ХДС), набрав 60,2 % голосов (явка 30,9 %).
7 июня 2008 года во время голосования на выборах в Государственный исполнительный комитет СДПГ не был переизбран. Основная причина заключалась в том, что он был вовлечён во внутрипартийную борьбу между председателем СДПГ Кристофом Мачи и его предшественником Рихардом Девесом за должность председателя. На партийном съезде 6 марта 2010 года Андреас Баузевейн был избран с 57 % голосов во второй раз в качестве одного из четырех заместителей председателя государственной партии. Он получил худший результат среди кандидатов на должность заместителя председателя правительства.

## Прочая деятельность
- Заместитель члена наблюдательного совета Helaba[5];
- Председатель наблюдательного совета SWE Stadtwerke Erfurt[6].

## Личная жизнь
С 1995 по 2018 год был женат на Сисан. У них трое детей.